# NGC 4957
NGC 4957 is een elliptisch sterrenstelsel in het sterrenbeeld Hoofdhaar. Het hemelobject werd op 11 april 1785 ontdekt door de Duits-Britse astronoom William Herschel.

## Synoniemen
- UGC 8178
- MCG 5-31-124
- ZWG 160.130
- PGC 45253